# Ахмад аль-Джабір ас-Сабах
Ахмад аль-Джабір ас-Сабах (араб. أحمد الجابر الصباح; нар. 1885 — пом. 29 січня 1950) — десятий емір Кувейту.

## Біографія
Був старшим сином еміра Джабіра II. Успадкував владу в Кувейті 1921 року після смерті дядька, еміра Саліма.
Його обрання припало саме на період кувейтсько-недждійського прикордонного конфлікту.
У листопаді 1922 року в Укайрі було скликано конференцію, що визначила кордони Кувейту, Саудівської Аравії й Іраку. На конференції Саудівську Аравію представляв особисто король Абдель-Азіз ібн Сауд, від Кувейту був британський майор Мур. Саудівська Аравія отримала значну частину кувейтських земель, яку кувейтські правителі отримали відповідно до договору 1913 року, окрім того, між Кувейтом і Саудівською Аравією було створено нейтральну зону. Щоб згладити невдоволення кувейтців, наступного року під час демаркації кувейтсько-іракського кордону до Кувейту відійшла частина іракських територій.
Окрім політичних проблем Ахмаду довелось зіштовхнутись і з економічними труднощами. Велика депресія 1930-их років поглибилась значним поширенням штучно вирощених перлів, а тому дві основні статті прибутку Кувейту — транзитна торгівля та вилов перлів — занепали. Деяким кувейтським купцям удалось розбагатіти на контрабанді золота, але в цілому економічна ситуація в державі залишалась скрутною.
Політичні й економічні негаразди потягнули за собою зниження рівня життя кувейтців і, як наслідок, перші спалахи народного невдоволення, причому не лише серед найбідніших прошарків населення, але й серед заможних жителів країни, занепокоєних надмірним втручанням Великої Британії в життя держави. В середині 1930-их років зародився рух «молодокувейтців» — представників інтелігенції, які здобули освіту за кордоном. Вони вимагали демократизації суспільно-політичного життя, проведення соціальних реформ та звільнення від колоніальної залежності. Одна частина з них виступала за приєднання до Іраку, який до того часу здобув формальну незалежність від Великої Британії, а інша частина — Національний блок — виступала за демократичні реформи та незалежність Кувейту. Остерігаючись розширення руху за приєднання до Іраку, Ахмад був змушений задовольнити деякі вимоги Національного блоку. В середині 1938 року було обрано Законодавчу раду — Меджліс, що складався з 14 осіб. Рада розробила нову Конституцію, покликану покінчити з одноосібною владою шейха та розбити англійське ярмо. Злякавшись запропонованих Меджлісом нововведень, у грудні 1938 року Ахмад розпустив його. Частину членів ради та представників руху «молодокувейтців» заарештували, а частину — навіть стратили. Це призвело до численних демонстрацій протесту. Щоб послабити напруженість у суспільстві, наприкінці 1939 року Ахмад оприлюднив власну редакцію Конституції, що проголошувала Кувейт «арабською державою під британським протекторатом» і передбачала створення Консультативної ради з урізаними повноваженнями. Раду очолив сам емір. Ключові посади зайняли чотири інших члени родини Ас-Сабах, а ще дев'ять осіб представляли інші впливові купецькі родини.
Докорінний переворот у житті країни стався після початку промислового видобутку нафти. Загалом про наявність нафти на узбережжі Перської затоки було відомо дуже давно. Ще 1911 року «Anglo-Persian Oil Company» (попередниця «British Petroleum») звернулась до британського резидента з проханням про можливість отримання концесії в Кувейті, однак через складну політичну обстановку в регіоні отримала відмову. У 1920-их роках спалахнула боротьба між англійською «Anglo-Persian Oil Company» й американською «Eastern Gulf Oil Company» за право на розробку нафти у Кувейті. Результатом тієї боротьби стало створення 1933 року спільної англо-американської «Kuwait Oil Company» (KOC), яка 23 грудня 1934 року здобула монопольне право впродовж 75 років здійснювати розробку й видобуток нафти у Кувейті. 1938 року було виявлено велике нафтове родовище у Бахрі, втім його розробка почалась лише після Другої світової війни. Ледве вона завершилась, як дуже швидко було споруджено бурові вишки, трубопроводи та інші необхідні об'єкти, й у червні 1946 року розпочався промисловий видобуток нафти. За рік її обсяги зросли майже втричі: від 5900 тисяч барелів до понад 16 мільйонів барелів.
Кувейт стрімко почав перетворюватись на одну з найзаможніших країн світу. У членів панівної родини Ас-Сабах вистачило мудрості, щоб наполягати на все більшій участі представників Кувейту в управлінні нафтовидобувними компаніями, готуючи підґрунтя для націоналізації галузі, що відбулась 1976 року.
Серед інших досягнень Ахмада було й опікування системою охорони здоров'я: 1932 року було запроваджено обов'язкову загальну вакцинацію від віспи; 1949 року за «нафтові» гроші було збудовано велику лікарню з сучасним обладнанням і відрядженими з-за кордону лікарями. Для підвищення освіченості населення було відкрито близько двох десятків світських шкіл, переважно, приватних, а до 1945 року вже існувала повноцінна мережа закладів дошкільної, початкової та середньої освіти, причому в школах навчались не лише хлопчики, але й дівчата. 1930 року було збудовано першу публічну бібліотеку Аль-Ахілія.
29 січня 1950 року емір Ахмад помер у палаці Дасман в Ель-Кувейті. Після того трон успадкував двоюрідний брат Ахмада Абдаллах аль-Салім.

## Родина
Мав 15 дружин, які народили еміру 10 синів і 19 дочок.